# Zongmassakern

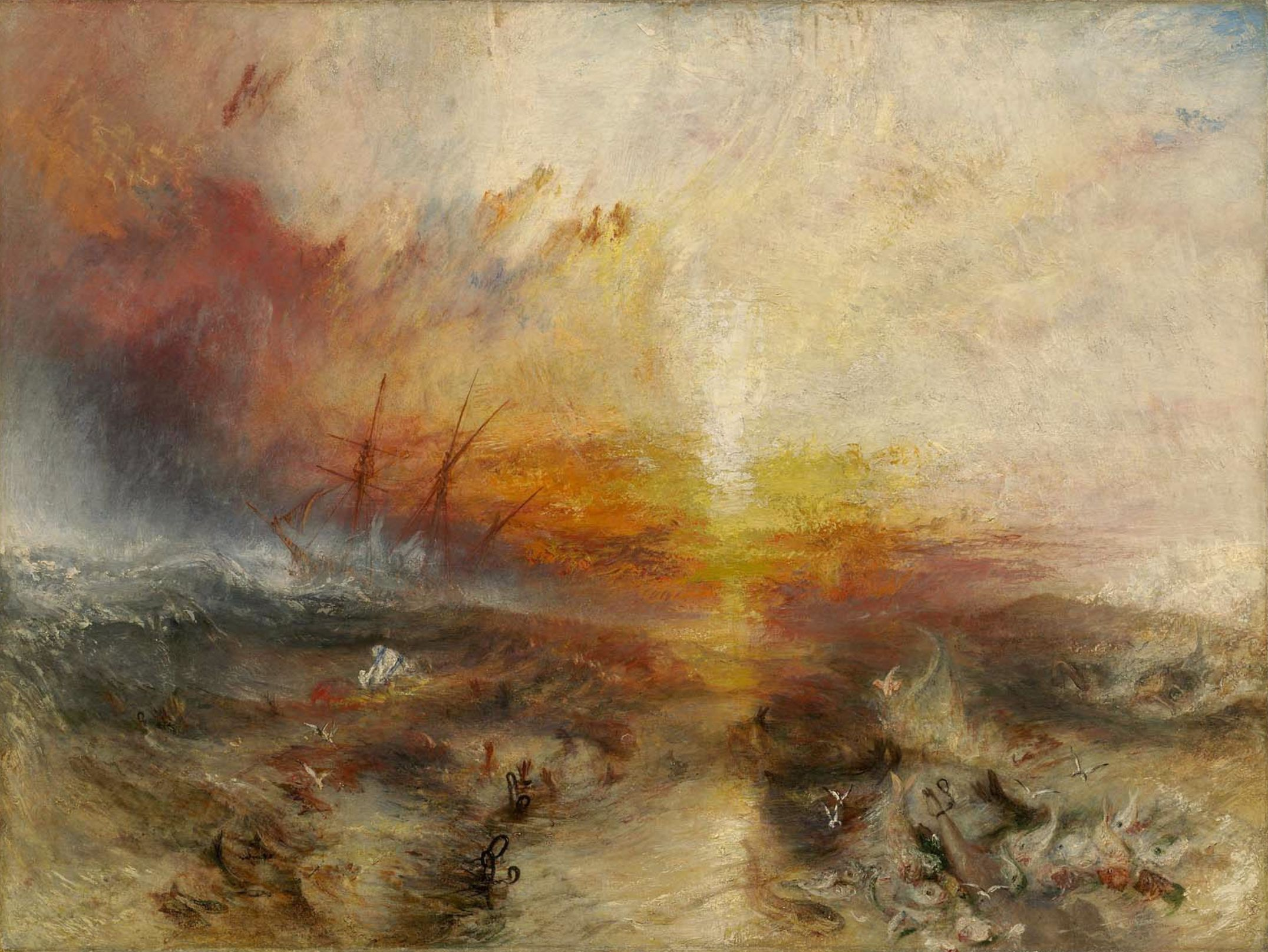
William Turners målning Slavskeppet (1840), inspirerad av Zongmassakern.

Zongmassakern var ett massmord år 1781 där ett stort antal afrikanska slavar dränktes på fartyget Zong, ett brittiskt slavskepp baserat i Liverpool.
Händelsen blev en milstolpe i kampen mot slavhandeln på 1700-talet.
Fallet blev dock inte främst känt som en massaker, utan som ett försäkringsbedrägeri.